# 6ix9ine
6ix9ine (numele de scenă al lui Daniel Hernandez, n. 8 mai 1996, New York City, New York, SUA), cunoscut și ca Tekashi 69, Tekashi 6ix9ine, este un rapper american, personalitate pe internet și compozitor care produce muzică hip-hop, rap, trap și altele. El este cunoscut datorită stilului său agresiv de rap, dar și pentru modul lui controversat de viață ca persoană publică, caracterizat prin stilul lui colorat (părul), tatuajele, certurile cu alte celebrități și problemele cu legea.
Născut și crescut în Brooklyn, Bushwick, 6ix9ine a devenit cunoscut foarte mult în 2017, după ce a lansat single-ul său de debut, "Gummo". Cântecul a devenit un hit național, ajungând numărul 12 pe Billboard Hot 100 și s-a bucurat de un succes comercial în continuare după ce a obținut certificarea de platină în Statele Unite ale Americii. El a lansat mixtape-ul „Day69”, un an mai târziu, care conține încă trei single-uri, de asemenea, pe Hot 100, în timp ce mixtape-ul a debutat pe locul patru în Billboard 200.
Câteva luni mai târziu, a colaborat cu Nicki Minaj la melodia „Fefe”, care a avut succes la nivel mondial, ajungând pe locul trei pe Hot 100 și a avut rolul de single pentru albumul său de debut, Dummy Boy (2018). În ciuda recepției critice, în general negativă, albumul a avut o foarte bună clasare, după debutul la numărul doi pe Billboard 200.
Viața sa personală și problemele cu legea au primit o atenție semnificativă din partea mass-media. El a fost o sursă frecventă de controverse pentru comportamentul său în ceea ce privește mass-media socială și certurile cu alte celebrități. În 2015, el s-a declarat vinovat de o infracțiune privind folosirea unui copil într-o performanță sexuală și a fost condamnat la patru ani de probă și 1000 de ore de muncă în folosul comunității. În 2018, el a fost arestat pentru acuzații de racketeering, arme și droguri, pentru care s-a declarat vinovat în 2019 și se confruntă cu o posibilă sentință de închisoare de 47 de ani. Ulterior sentința i s-a redus, data eliberării fiind în februarie 2020. După ce a semnat un contract cu o nouă casă de discuri și a primit 10 000 000 de dolari, data eliberării i-a fost iarăși redusă până la 22 decembrie 2019.
În aprilie 2020, el a fost eliberat mai rapid datorita pandemiei de COVID-19, fiindu-i teamă din cauza astmului și a fost pus în arest la domiciuliu pentru restul mandatului său.

## Tinerețe
Daniel Hernandez s-a născut la 8 mai 1996, în Bushwick, Brooklyn, New York, dintr-o mamă din Mexic și un tată din Puerto Rico. Mama sa, Natividad Perez-Hernandez, a venit în Statele Unite în 1988 pentru a căuta o viață și o oportunitate mai bună; este, de asemenea, o diabetică și a avut o operație la patru hernii. Hernandez a jucat baseball și fotbal în toată tinerețea. El a fost repartizat la o echipă de fotbal din liga majoră la 13 ani, dar mama sa a refuzat pentru că nu avea încredere în faptul că un străin îi ia fiul ei la o vârstă fragedă.
Hernandez are un frate mai mare, Oscar Osiris Hernandez; numele lui este tatuat în partea dreaptă a capului. Hernandez și fratele său mai mare, Oscar, au fost crescuți într-o biserică de-a lungul tinereții. Hernandez avea să cânte în timpul mesei și a fost ales de mai multe ori pentru a citi cuvântul lui Dumnezeu, iar pasajul său preferat a fost Psalmul 121. Tatăl său biologic a plecat când Hernandez era în clasa a III-a. Tatăl său vitreg a fost împușcat mortal la câțiva pași de casa familiei în 2010. În urma crimei, Hernandez a fost internat în spital pentru depresie și tulburare de stres posttraumatic. Deranjat emoțional de moartea tatălui său vitreg, Hernandez a început să acționeze și, în cele din urmă, a fost expulzat din școală în clasa a VIII-a pentru comportament rău. În loc să-și continue educația, el a început să lucreze la diverse locuri de muncă, cum ar fi un picolo și ca băiat de livrare la un magazin alimentar, pentru a o ajuta financiar pe mama sa.

## Cariera muzicală

### 2012-2016: Începuturile carierei
Hernandez a decis prima dată să cânte rap în 2012, după ce l-a întâlnit pe Peter „Righteous P” Rogers, CEO al casei de discuri New York Hikari-Ultra, când a intrat în bodega vegană, Hernandez lucra la Bushwick, Brooklyn și a întrebat dacă Hernandez cânta pe baza aspectului său, afirmând că a crezut că are imaginea unui rapper și i-a sugerat să facă rap din această cauză, împreună cu cadența lui Hernandez. Hernandez a început să lanseze cântece de rap în 2014, începând cu „69” în august 2014, „Pimpin”, în septembrie 2014 și „4769” în octombrie 2014, prima colaborare ca artist principal cu doi rapperi din colectivul Brooklyn Pro Era, JAB și Sanchez murdar. În următorii trei ani, el a lansat mai multe piese și videoclipuri cu titluri precum „Scumlife”, „Yokai” și „Hellsing Station”, atrăgând atenția pentru stilul său de rapping agresiv și pentru utilizarea anime-ului ca videoclipuri muzicale. Multe dintre melodiile sale timpurii au fost lansate de FCK THEM, o etichetă muzicală cu sediul în Slovacia. Adunând faima ca un meme pe internet pentru părul său vopsit în curcubeu, tatuajele extinse și grătarele curcubeu, el a devenit în cele din urmă asociat al colegului rapper din New York, ZillaKami, cel mai mic frate al lui Righteous P.  Ulterior, aceștia s-au certat după ce Hernandez a sustras instrumente și cântece pe care le-au făcut împreună.

### 2017-2018:Day69șiDummy Boy
„Poles1469", a fost lansat în aprilie 2017, de Hernandez alături de Trippie Redd pe YouTube. Hernandez a ajuns la o proeminență pe rețelele de socializare datorită unei postări pe Instagram din iulie 2017 care a fost virală atât pe Reddit, cât și pe Twitter. Single-ul de debut comercial al lui Hernandez, „Gummo ", a fost lansat pe 10 noiembrie 2017 și, în cele din urmă, a ajuns la numărul 12 pe Billboard Hot 100 din SUA. A fost certificat cu platină de către RIAA la 5 martie 2018. Următorul său single, „Kooda ", a debutat la numărul 61 pe Hot 100 în săptămâna din 23 decembrie 2017. Pe 14 ianuarie 2018, Hernandez a lansat cel de-al treilea single al său, „Keke ", cu Fetty Wap și A Boogie wit da Hoodie, care de asemenea a debutat pe Hot 100.
La scurt timp, Hernandez și-a anunțat mixtape-ul de debut, Day69. Mixtape-ul a fost lansat pe 23 februarie 2018 și a debutat la numărul 4 în graficul de albume Billboard 200 cu 55.000 de unități echivalente de album, din care 20.000 au fost vânzări pure. Potrivit lui Jon Caramanica de la The New York Times, caseta a fost o evoluție a „exploziei rap-ului SoundCloud” și s-a remarcat pentru disponibilitatea sa de a se abate de la sunetul prevalent al hip hop-ului. După lansarea Day69, două piese din album, "Billy" și "Rondo" au debutat pe Billboard Hot 100, cu "Billy" pe numărul 50 și "Rondo" la numărul 73.
În aprilie 2018, Hernandez a lansat „Gotti”, un remix al unui lungmetraj pe care l-a făcut pentru artistul Packman intitulat „Got it, Got it”. Videoclipul piesei a fost lansat pe 16 aprilie 2018 și a implicat imagini cu Hernandez donând pachete de 100 de dolari pentru cetățeni săraci din Republica Dominicană. Piesa a fost adăugată la Day69 ca o melodie deluxe și a debutat la numărul 99 de pe Billboard Hot 100 înainte de ieși săptămâna următoare, devenind a șasea sa intrare Hot 100 consecutivă. [38]
Hernandez a stârnit controverse în mai 2018, când a fost implicat într-o filmare cu anturajul colegului său rapper din New York, Casanova, ca parte a unei altercații; acest lucru a determinat ca Hernandez să piardă un acord cu căști de 5 milioane de dolari și să fie interzis de la Barclays Center. După filmare, Hernandez a încetat să mai lanseze muzică timp de câteva luni, înainte de a lansa „Tati”, cu DJ Spinking în iunie, care a debutat la numărul 43 de pe Billboard Hot 100.
În iulie 2018, Hernandez a lansat cel de-al optulea single al său, "Fefe", cu Nicki Minaj și Murda Beatz; single-ul a debutat la numărul patru pe Billboard Hot 100 înainte de a atinge numărul trei în cea de-a doua săptămână, marcând cea mai mare intrare a lui Hernandez pe grafic și primul său single care a ajuns în primele cinci din Hot 100. "Fefe" a fost ulterior certificat dublă platină de către Asociația Industriei de înregistrare din America(RIAA). Single-urile sale ulterioare, "Bebe" și "Stoopid", au ajuns, de asemenea, în top 30 al Hot 100. [4
În septembrie 2018, Hernandez a semnat un contract de publicare cu compania de muzică Create Music Group cu sediul în LA.
La începutul lunii octombrie 2018, Hernandez a fost prezent pe piesa „Aulos Reloaded” cu DJ Vladimir Cauchemar și pe „Kick”, cu cântărețul danez Jimilian. Pe 7 noiembrie 2018, a fost anunțat că albumul său de studio de debut, Dummy Boy, urma să fie lansat pe 23 noiembrie, dar pe 21 noiembrie, a fost anunțat că albumul va fi amânat. Albumul a fost lansat în cele din urmă fără notificare pe 27 noiembrie, pe toate serviciile de streaming. În ciuda primirii critice în general negative, albumul a devenit cel mai înalt clasament al său, după ce a debutat pe locul doi pe Billboard 200, după Astroworld a lui Travis Scott.  În timp ce era în închisoare, 6ix9ine a apărut alaturi de colaboratorul său precedent, A Boogie wit da Hoodie, pe piesa „Swervin”, care a ajuns pe poziția 27 la Hot 100, pe albumul său, Hoodie SZN. Piesa a fost lansată pe 21 decembrie 2018, alături de album.

### 2019-prezent: Întoarcerea la muzică și noi albume
În octombrie 2019, Hernandez a semnat un contract pentru două albume de peste 10 milioane de dolari cu 10K Projects, casa lui de discuri, pentru un album în engleză și un album în spaniolă.
La 7 mai 2020, Hernandez a anunțat că va lansa un nou single pe 8 mai 2020, data când a făcut 24 de ani, marcând întoarcerea la muzică. În aprilie 2020, el a trebuit să ceară permisiunea unui judecător pentru a filma un videoclip în curtea sa, în timp ce se afla în închisoare, iar ulterior i s-a acordat permisiunea. Piesa, intitulată "Gooba", a fost lansată alături de un videoclip muzical. Potrivit lui Madison Bloom, Pitchfork, piesa include referințe la COVID-19 („De bază, a fost fierbinte, mult înainte de coronavirus”) și colaborarea lui Hernandez cu procurorii federali și mărturie („Spune-mi cum am sifonat, am ajuns acasă la o pungă mare”).

## Stiluri muzicale și influențe
Muzica sa este în general categorisită ca hip hop, sau mai specific, scream rap (rap în care se țipă), hip hop hardcore, rap de pe Soundcloud și punk rap, adesea combinând elemente de drill, heavy metal, hardcore punk, grime, crunk, muzică trap și raggaeton. Este spune că este influențat de DMX, Tupac Shakur, The Notorious B.I.G. și 50 Cent.

## Viața personală
Hernandez poate vorbi spaniolă; a cântat în spaniolă pe cele două piese ale sale „Bebe” și „Mala” cu rapperul puertorican Anuel AA în 2018. Hernandez suferă de asemenea de astm.
Hernandez a fost crescut ca și creștin. Într-un interviu acordat personalității de radio americane Angie Martinez, el a declarat: „Mă rog mult; întotdeauna îi mulțumesc lui Dumnezeu pentru situații bune. De fiecare dată când există o situație bună, există o celulă în creierul meu care spune: „Spune mulțumiri lui Dumnezeu”. De aceea am alunecat, timp de un an și jumătate - 400 și ceva de zile - m-am rugat literalmente în fiecare zi în timp ce îmi plimbam câinele Titus. M-aș ruga în fiecare zi: Doamne, te rog să-mi schimb viața ... Doamne, te rog să-mi schimb viața; Sunt un copil bun. Vă rog să-mi schimbați viața. Am un copil; nici măcar nu-mi pot cumpăra răsfățurile ... vă rog să-mi schimbați viața, vă rog să-mi schimbați viața - apoi „Gummo” a venit și viața s-a schimbat. la naiba, Dumnezeu este real. Știam că dacă mă rog în fiecare zi să funcționeze, pentru că Dumnezeu este real. Și viața mea s-a schimbat.”
La 18 ani, Hernandez a avut o fiică, Saraiyah Hernandez (născută pe 29 octombrie 2015), cu Sara Molina (născută la 17 ianuarie 1996).

## Filantropie (gesturi de caritate)
În martie 2018, Hernandez a vizitat Republica Dominicană pentru a filma un videoclip muzical. În timp ce era acolo, Hernandez a încasat facturi de 100 de dolari rezidenților din zonă.
În mijlocul altercației sale cu Chief Keef din 12 iunie 2018, Hernandez a vizitat partea de sud a orașului Chicago și a oferit mâncare și bani rezidenților locali.
La 24 iulie 2018, Hernandez a anunțat că un procent din veniturile din vânzările single-ului său „Fefe”, pe care l-a făcut alături de Nicki Minaj, vor fi donate diferitelor programe de tineret din New York.
Pe 22 octombrie 2018, Hernandez s-a întâlnit și și-a petrecut ziua cu Tati, o fetiță din Brooklyn, în vârstă de opt ani, bolnavă definitiv de cancer la creier, a cărei dorință era să-l întalnească. Hernandez a scos-o în oras pentru cumpărături.
Hernandez a adus o contribuție monetară semnificativă pentru Fundația Cristian Rivera, o organizație non-profit fondată pentru a sensibiliza și pentru a sprijini cercetarea clinică pentru o formă foarte rară de cancer la creier care se găsește la copiii numiți gliom pontin intrinsec difuz (DIPG). Potrivit fondatorului Organizației John Rivera, Hernandez este susținător din noiembrie 2017 și s-a oferit să apară ca invitat la cea de-a 10-a Gală Anuală din 14 noiembrie 2018. John Rivera a mai declarat că Hernandez a făcut multe acte amabile. fără să apară pe media.
La 10 februarie 2019, un videoclip în care acesta apărea într-o anti-violență împotriva femeilor pentru Romantic Depot, un lanț de magazine sex-shop și lenjerie cu sediul în New York. Videoclipul comercial a fost lansat de Ziua Îndrăgostiților și a devenit viral pe TMZ și alte site-uri de știri celebre.
După ce s-a întors acasă din închisoare, Hernandez și-a propus să doneze 200.000 de dolari din cei 2 milioane de dolari pe care i-a câștigat de la „Gooba” către No Kid Hungry. Cu toate acestea, directorul comunicațiilor strategice, Laura Washburn, a refuzat donația, spunând „Suntem recunoscători pentru oferta generoasă a domnului Hernandez de a dona către No Kid Hungry, dar am informat reprezentanții săi că am refuzat această donație. Ca campanie axată pe copii, politica noastră este să refuzăm finanțarea donatorilor ale căror activități nu se aliniază misiunii și valorilor noastre." Hernandez a răspuns pe Instagram, spunând că „@nokidhungry mai degrabă scoate mâncarea din gura acestor copii nevinovați pe care n-am văzut-o niciodată ceva atât de crud.”